# Podróż do krajów podziemnych Nielsa Klima
Podróż do krajów podziemnych Nielsa Klima (łac. Nicolai Klimii Iter Subterraneum) – satyryczna powieść fantastyczna autorstwa Ludviga Holberga, pierwotnie wydana w języku łacińskim w 1741 w Królestwie Danii i Norwegii. Jest to jego jedyna powieść. Opisuje utopijne społeczeństwo z punktu widzenia osoby z zewnątrz. Według Marka R. Hillegasa jest pierwszym ważnym znanym dziełem, które opisuje motyw podróży do wnętrza ziemi.